# James Cagney
James Francis Cagney Jr. (Nova Iorque, 17 de julho de 1899 — Stanford, 30 de março de 1986) foi um ator e dançarino norte-americano. Conhecido por suas performances sistematicamente enérgicas, estilo vocal distinto e ritmo cômico, ele ganhou elogios e prêmios importantes por uma grande variedade de performances. Ele é lembrado por alguns por interpretar caras durões multifacetados em filmes como The Public Enemy (1931), Fúria Sanguinária (1949) e Angels with Dirty Faces (1938).

## Biografia
Ele nasceu no bairro pobre de Yorkville, em Manhattan e trabalhou como office-boy, garçom e empacotador em uma loja de departamentos para custear seus estudos na Universidade de Columbia, que acabou abandonando em 1918 para se dedicar ao teatro.
Durante a década de 1920 atuou em várias companhias de revistas musicais, especialmente na Broadway e em Nova Orleans como dançarino, sapateador e ator. Foi na Broadway que ele encontrou Frances Willard Vernon, com quem se casou em 1922.
Descoberto pela Warner em "Penny Arcade", uma peça da Broadway, ele estreou nas telas em 1930 na fita "Sinner's holiday", uma versão cinematográfica da peça do mesmo nome.
Em 1942 ele fundou sua própria companhia produtora com seu irmão William e em 1957 estreou como diretor em "Short cut to hell". Foi presidente do Sindicato dos Atores entre 1942 e 1944, tendo sido também um dos seus fundadores.
Cagney não fumava e raramente bebia, mas se transformou no maior "durão" do cinema norte-americano e se especializou em papéis de gangsters.
Em 1961, após fazer um papel cômico em uma fita de Billy Wilder, Cagney se afastou do cinema após mais de 60 filmes e duas indicações para o Óscar pelos filmes "Anjos de cara suja" em 1938 e "Ama-me ou esquece-me" em 1955 e de ter conquistado o mesmo em 1942 por "A Canção da Vitória".
Ele retornaria às telas vinte anos depois, em 1980 para viver um chefe de polícia em "Ragtime", do diretor Milos Forman.
James Cagney morreu aos 86 anos vitimado por um ataque cardíaco enquanto dormia. Encontra-se sepultado em Gate of Heaven Cemetery, Hawthorne, Condado de Westchester, Nova Iorque nos Estados Unidos.

## Filmografia

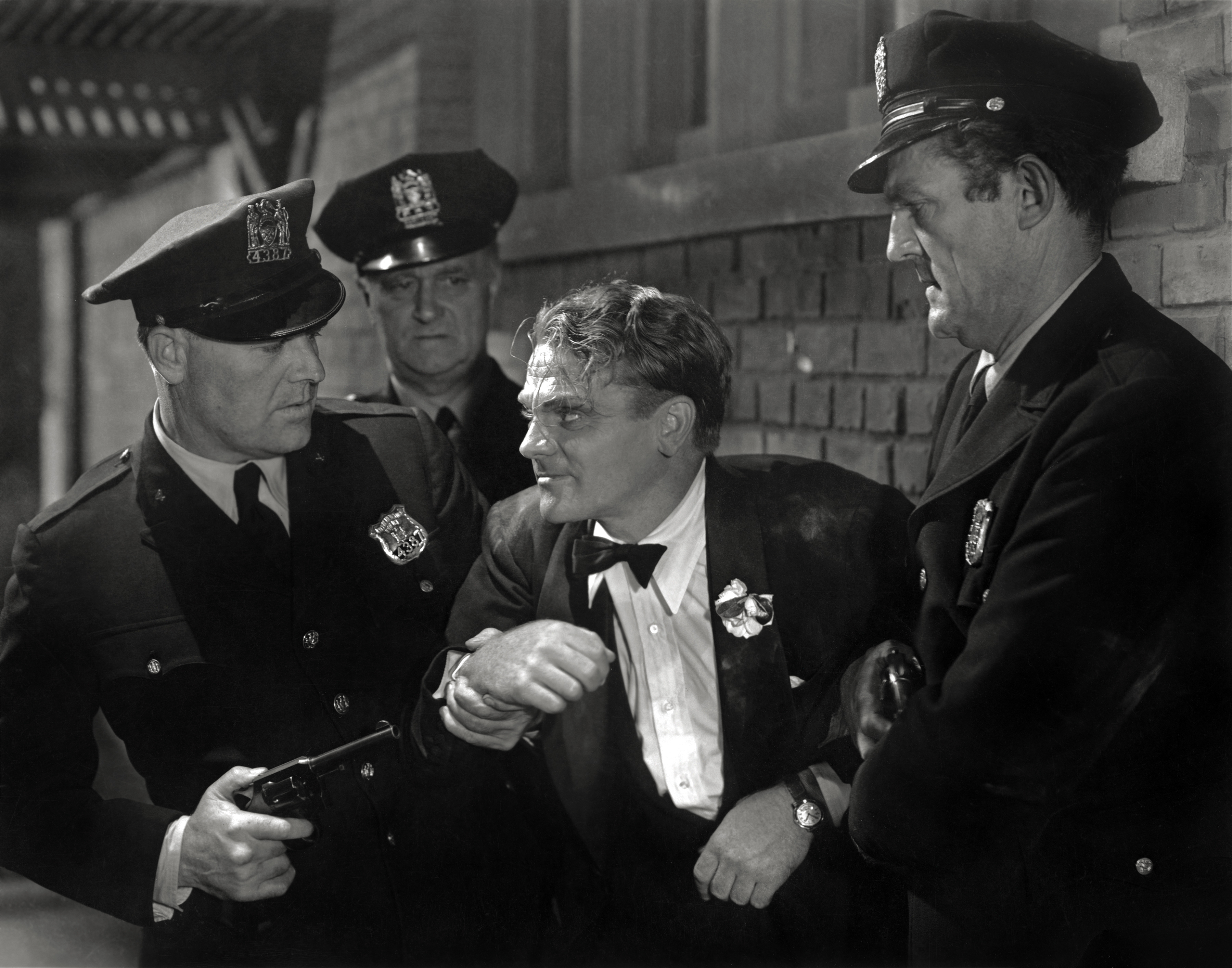
Inimigo Público de 1931

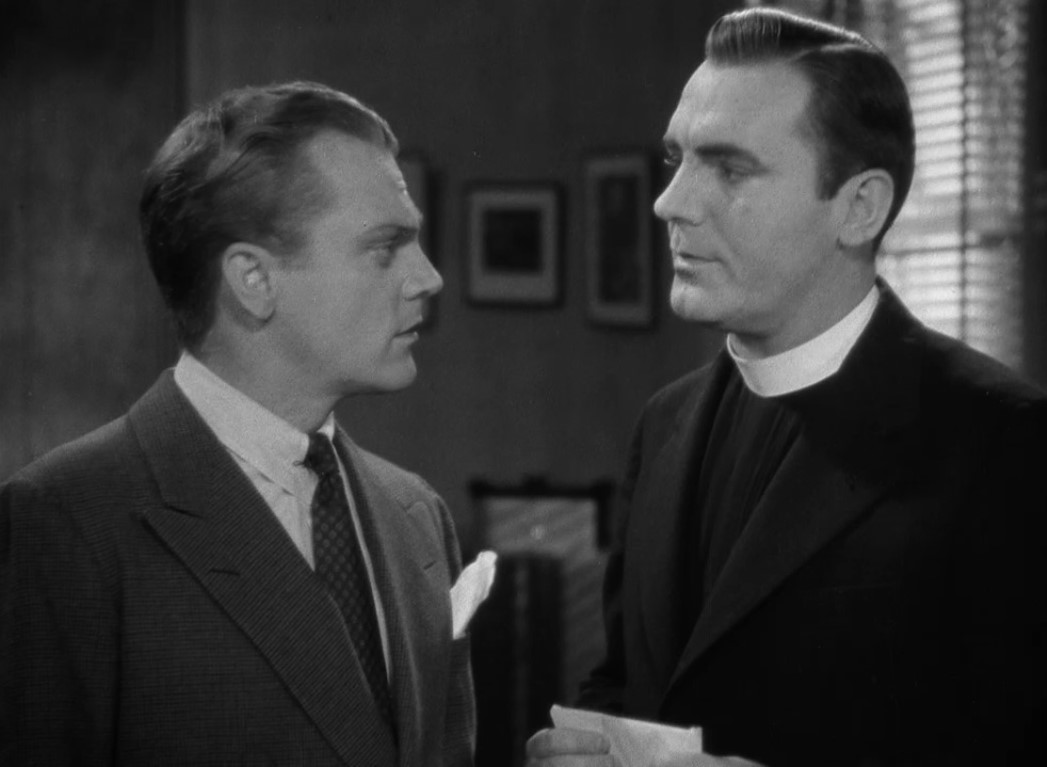
James Cagney e Pat O'Brien em Angels with Dirty Faces

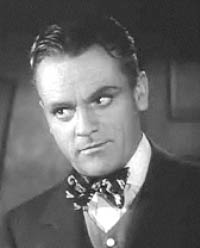
Cena do trailer de "A canção da vitória"

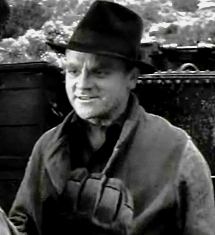
James Cagney em White Heat

- 1981 - Ragtime (br: Na Época do Ragtime)
- 1961 - One, Two, Three (br: Cupido Não Tem Bandeira)
- 1960 - The Gallant Hours (br: O Amanhecer da Glória)
- 1959 - Shake Hands with the Devil (br: De Mãos Dadas com o Inferno)
- 1959 - Never Steal Anything Small (br: O Rei da Zona)
- 1957 - Man of a Thousand Faces (br: O Homem das Mil Caras)
- 1956 - These Wilder Years (br: Passado Perdido)
- 1956 - Tribute to a Bad Man (br: Honra a um Homem Mau)
- 1955 - Mister Roberts (br: Mister Roberts)
- 1955 - The Seven Little Foys (br: Um Coringa e Sete Ases)
- 1955 - Love Me or Leave Me (br: Ama-Me ou Esquece-Me)
- 1955 - Run for Cover (br: Fora das Grades)
- 1953 - A Lion Is in the Streets (br: Um Leão Está nas Ruas)
- 1952 - What Price Glory (br: Sangue por Glória)
- 1951 - Starlift (br: Estrelas em Desfile)
- 1951 - Come Fill the Cup (br: Degradação Humana)
- 1950 - The West Point Story (br: Conquistando West Point)
- 1950 - Kiss Tomorrow Goodbye (br: O Amanhã que Não Virá)
- 1949 - White Heat (br: Fúria Sanguinária)
- 1948 - The Time of Your Life (br: Um Momento em Cada Vida)
- 1947 - 13 Rue Madeleine (br: 13 Rua Madeleine)
- 1945 - Blood on the Sun (br: Sangue sobre o Sol)
- 1943 - Johnny Come Lately (br: Sempre um Cavalheiro)
- 1942 - Yankee Doodle Dandy (br: A Canção da Vitória)
- 1942 - Captains of the Clouds (br: Corsários das Nuvens)
- 1941 - The Bride Came C.O.D. (br: A Noiva Caiu do Céu)
- 1941 - The Strawberry Blonde (br: Uma Loura com Açúcar)
- 1940 - City for Conquest (br: Dois contra uma Cidade Inteira)
- 1940 - Torrid Zone (br: Zona Tórrida)
- 1940 - The Fighting 69th (br: Regimento Heróico)
- 1939 - The Roaring Twenties (br: Heróis Esquecidos)
- 1939 - Each Dawn I Die (br: A Morte Me Persegue)
- 1939 - The Oklahoma Kid (br: A Lei do Mais Forte; pt: A Lei da Força)
- 1938 - Angels with Dirty Faces (br: Anjos de Cara Suja)
- 1938 - Boy Meets Girl (br: Comprando Barulho)
- 1937 - Something to Sing About (br: Domando Hollywood)
- 1936 - Great Guy
- 1936 - Ceiling Zero (br: Heróis do Ar)
- 1935 - Frisco Kid (br: Cidade Sinistra)
- 1935 - Mutiny on the Bounty (1935) (br: O Grande Motim)
- 1935 - A Midsummer Night's Dream (br: Sonho de uma Noite De Verão)
- 1935 - The Irish in Us (br: Filhinho de Mamãe)
- 1935 - G Men (br: G-Men contra o Império do Crime)
- 1935 - Devil Dogs of the Air (br: Fuzileiros do Ar)
- 1934 - The St. Louis Kid (br: Comprando Barulho)
- 1934 - Here Comes the Navy (br: Aí Vem a Marinha)
- 1934 - He Was Her Man (br: O Homem que Eu Perdi)
- 1934 - Jimmy the Gent (br: Bancando o Cavalheiro)
- 1933 - Lady Killer (br: O Mulherengo)
- 1933 - Footlight Parade (br: Belezas em Revista)
- 1933 - The Mayor of Hell (br: Prefeito do Inferno)
- 1933 - Picture Snatcher (br: O Durão)
- 1933 - Hard to Handle (br: Difícil de Lidar)
- 1932 - 'Winner Take All (br: Tudo ou Nada)
- 1932 - The Crowd Roars (br: Delirante)
- 1932 - Taxi! (br: Peso do Ódio)
- 1931 - Blonde Crazy (br: Gente Esperta)
- 1931 - Smart Money (br: As Mulheres Enganam Sempre)
- 1931 - The Millionaire
- 1931 - The Public Enemy (br: Inimigo Público)
- 1931 - Other Men's Women
- 1930 - The Doorway to Hell (br: Caminhos do Inferno)
- 1930 - Sinners' Holiday